# Turtonia minuta
Turtonia minuta is een tweekleppigensoort uit de familie van de Turtoniidae. De wetenschappelijke naam van de soort is voor het eerst geldig gepubliceerd in 1780 door Fabricius.